# Johann von Rohr
Johann von Rohr (* 19. November 1579; † 11. September 1624 in Magdeburg) war ein deutscher Kammerjunker und Hofbeamter.

## Leben
Johann entstammt dem alten Adelsgeschlecht Rohr und war der Sohn des Amtshauptmanns in Ziesar Bernhard von Rohr und dessen Ehefrau Hedwig von Dannewitz. Als 1584 Bernhard von Rohr starb, übernahm der Amtshauptmann des Erzstifts Magdeburg Joachim von Rohr, ein Verwandter, die Vormundschaft über den fünfjährigen Johann. 1588 wurde Rohrs Mutter zur Hofmeisterin der Kurfürstin Elisabeth berufen. Daher wurde Johann von Rohr gemeinsam mit den Söhnen des Kurfürsten Johann Georg von Brandenburg erzogen.
Im Sommer 1598 immatrikulierte sich Rohr an der Universität Leipzig. Aber schon nach einem Jahr brach er sein Studium ab und kehrte zu seiner Mutter zurück. Die lebte inzwischen in Kossen am Hof der ebenfalls verwitweten Kurfürstin Elisabeth.
In den Jahren 1601 bis 1603 unternahm Rohr seine Grand Tour durch Frankreich, Großbritannien und die Niederlande. Kurz nach seiner Rückkehr nach Kossen heiratete er Benigna, eine Tochter von Benno Friedrich Brand von Lindau.
Von 1603 an diente er zwei Jahre dem Markgraf Christian von Brandenburg-Bayreuth als Kammerjunker. Anschließend ging er, ebenfalls als Kammerjunker, von 1605 bis 1608 nach Zechlin an den Hof des Kurprinzen Johann Sigismund.
1608 wurde Rohr zum Amtshauptmann von Ziesar berufen. Als solcher wurde er 1621 – höchstwahrscheinlich gleichzeitig mit seinem Schwiegervater – durch Fürst Ludwig I. von Anhalt-Köthen in die Fruchtbringende Gesellschaft aufgenommen. Der Fürst verlieh ihm den Gesellschaftsnamen der Friedsame und das Motto in Gelindigkeit. Als Emblem wurde Rohr ein Ölbaum (Olea europaea L.) zugedacht. Im Köthener Gesellschaftsbuch findet sich Rohrs Eintrag unter der Nr. 37.
1623 legte er alle Ämter nieder und zog sich auf sein Gut Schrepkow in der Ostprignitz zurück. Im Alter von 45 Jahren starb Johann von Rohr am 11. September 1624 in Magdeburg.